# 4 MORE
『4 MORE』（フォー・モア）は、日本の歌手・倖田來未の18作目の配信限定シングル。2021年11月15日に配信された。

## 解説
前作『キューティーハニー BEST 〜2000-2020〜 ver.』から1か月ぶりでのリリースで、12月6日（デビュー日）まで3か月連続配信リリースの第2弾。なお、デビュー日リリースのベストアルバム『BEST 〜2000-2020〜』には、次シングル「100のコドク達へ」と共に未収録となる。
前々同様、リリースに先駆けて11月8日にローカルラジオ番組・J-WAVE『GROOVE LINE』内において次作シングル「100のコドク達へ」と共に、初のオンエア解禁された。

## 制作背景、コンセプト
本作は、歌詞に“掴めない あなたの 心が欲しい”とあるように、大人の恋の駆け引きを歌ったミディアムなダンスナンバーとなっている。MVでは、楽曲リンクしたラグジュアリーな雰囲気漂う世界観となっており、サビの部分では胸の前でハートを作って踊る“ラブモアダンス”を披露している。前述の「ラブモアダンス」がTikTokを初めとするSNSで反響を呼んでおり、11月22日にダンスシーンをメインにした新規MV「4 MORE (Dance Ver.)」が、動画サイトYouTubeにおいて公開された。

## 楽曲
1. 4 MORE [2:59]
作詞：KODA KUMI
作曲：WILLIAMS TIAAN CRISTIE、HENSHAW OLYMPIA、COLLIER HAILEY LEANE、WILL SIMMS、MORALES LAGAZIO SEBASTIAN

## 収録アルバム
- 『heart』